# Klaus Hofmann
Pour les articles homonymes, voir Hofmann.
Klaus Hofmann (né le 20 mars 1939 à Wurtzbourg) est un musicologue allemand.

## Biographie
Hofmann étudie de 1958 à 1959 à l'université d'Erlangen puis à l'université de Fribourg-en-Brisgau. En 1968, il est reçu au doctorat avec une thèse Untersuchungen zur Kompositionstechnik der Motette im 13. Jahrhundert, durchgeführt an den Motetten mit dem Tenor IN SECULUM (« Études sur la technique de composition du motet au XIIIe siècle, exécuté sur motets avec ténor IN SECULUM »). De 1968 à 1978 il travaille pour la Hänssler Verlag. À partir de 1978 il est assistant de recherche à l'Institut Jean-Sébastien Bach (de) à Göttingen, éditeur du Neue Bach-Ausgabe. En 2004, il est nommé au poste de directeur exécutif. Il est membre du conseil d'administration de la Verwertungsgesellschaft Musikedition (de). En 1994 il est nommé professeur honoraire à l'université de Göttingen. Il prend sa retraite en 2006.

## Publications
En 2003, il écrit un ouvrage sur les motets de Johann Sebastian Bach intitulé Johann Sebastian Bach. Die Motetten, publié par Bärenreiter. Il couvre non seulement les cinq motets BWV 225 à 229, 
mais aussi trois autres œuvres peut-être composées par Bach, Lobet den Herrn, alle Heiden, Ich lasse dich nicht et Jauchzet dem Herrn, alle Welt. L'ouvrage est divisé en deux parties, l'une consacrée aux faits et à l'histoire des œuvres, l'autre à l'analyse musicale.
Pour l'éditeur de musique Carus-Verlag, il édite l'Oratorio de Noël de Bach, avec une préface en trois langues et un compte-rendu critique d'information historique et musicologique. Pour Breitkopf & Härtel, il reconstitue une sonate en trio pour violon, alto et basse continue, basée sur la BWV 1038 (Sonate en sol majeur pour flûte, violon et piano), et l'attribue à la fois à Johann Sebastian Bach et à Carl Philipp Emanuel Bach.

## Sources
- (en) Cet article est partiellement ou en totalité issu de l’article de Wikipédia en anglais intitulé « Klaus Hofmann » (voir la liste des auteurs).